# Камперт, Ремко
Ремко Камперт (нидерл. Remco Campert, 29 июля 1929, Гаага, Нидерланды — 4 июля 2022, там же) — нидерландский писатель, поэт и колумнист, переводчик, карикатурист, автор комиксов. Лауреат Нидерландской литературной премии за 2015 год.

## Биография
Ремко Ваутер Камперт родился в Гааге, сын писателя и поэта Яна Камперта, автора стихотворения «Песня о восемнадцати смертниках» (De achttien dooden), и актрисы Вильгельмины Броделет. Родители расстались, когда ему было три года, после чего, в зависимости от ситуаций и обстоятельств, будущий поэт и писатель жил то с одним из родителей, то с дедушкой и бабушкой.
Ян Камперт, ещё до Второй мировой войны известный своей антифашистской позицией, во время оккупации Нидерландов был арестован за помощь евреям и интернирован в нацистский концентрационный лагерь Нойенгамме, где и умер в 1943 году. После смерти отца Ремко жил с матерью в городе Эпе (Гелдерланд). В 1945 году, после капитуляции III Рейха они вернулись в Амстердам.
Учась в Амстердамском лицее (Amsterdam Lyceum) Ремко начал изредка писать статьи и рисовать комиксы для школьной газеты. Учёба мало привлекала Камперта и со временем он стал всё чаще пропускать занятия, предпочитая посещать кинотеатры, джаз-клубы или бары, а не уроки. В конце он окончил лицей, фактически не получив среднего образования. В 1949 году Камперт женился на Фредди Ратгерс, через пять лет они развелись
В период с 1949 по 1952 год Камперт рисовал комиксы для голландского журнала Mandrill и ежедневной газеты Het Parool. В мае 1950 года он вместе со школьным другом Руди Кусброком, впоследствии известным поэтом, переводчиком, писателем и эссеистом, основал журнал Braak. В том же году Ремок издаёт свою первую книгу, поэму «Десять уроков с Тимоти» (Ten lessons with Timothy). На жизнь Камперт зарабатывал сочинением рекламных текстов и переводом иностранных литературных произведений.
В 1955 году, вскоре после развода с Ратгерс, Ремко женился во второй раз, на писательнице Фрицци Хармсен ван Бик, дочери автора комиксов Мартинуса Хармсена ван Бика. После двух лет совместной жизни в Бларикюме, Камперт развёлся и вернулся в Амстердам. В 1961 году Ремко женился в третий раз, на Люсии ван ден Берг. В 1964 году они переехали в Антверпен, но два года спустя развелись и Камперт вернулся в Амстердам, где познакомился с галеристкой Деборой Вольф, с которой жил до 1980 года.
В 1970-х годов Камперт писал очень мало, хотя и продолжал издаваться. Как он сам объяснил журналисту Яну Броккену из голландского журнала Haagse Post: «Я не мог писать много лет подряд. Мне это не нравилось. Я чувствовал физическое отвращение к этому. Я думал об этом, но был парализован сомнениями». В 1970-х годах Ремко рисовал комиксы для журнала Haagse Post, а в 1979 году для вечерней газеты NRC Handelsblad.
В 1979 году Камперт, преодолев свои усталость и сомнения, возобновляет активную литературную деятельность. В 1985 году вышел один из самых известных романов Ремко «Действие Сомбермана» (нидерл. Somberman's actie), экранизированный в 1999 году.
С 1989 по 1995 год Камперт выступал в театрах по всей стране и за её пределами в пьесе, которую он написал вместе с писателем и бывшим футболистом Яном Мюльдером. Их выступления были основаны на их литературных произведениях. С 1995 по 2006 год Ремко и Мюльдер совместно под псевдонимом CaMu ежедневно писали колонки для первой полосе национальной газеты de Volkskrant. В конце каждого года эти колонки выходили в виде книги под названием «КаМю…: Ежегодный обзор Ремко Камперта и Яна Мюльдера (нидерл. CaMu ....: Het jaaroverzicht van Remco Campert en Jan Mulder). В 1995 году Камперт прочитал по радио свой бестселлер «Het leven vurrukkulluk».
Камперт был женат четыре раза, есть двое детей: Эмануэла (1960 года рождения) и Клео (1963 года рождения). После расставания с Деборой Вольф Камперт в основном молчал о своей личной жизни, лишь однажды объяснив своё семейное положение в 1994 году в интервью Сейсу ван Хоре, журналисту газеты Nieuwsblad van het Noorden: «Я не задыхаюсь, я сам себе лучшая компания. Всякий раз, когда я жил вместе с кем-то, мне казалось, что я буду находиться под водой целыми днями. Быть вдвоём это одиночество вдвойне, и мне это не нужно. Более счастлив жениться на своей карьере». Впрочем, такой взгляд на семейную жизнь не помешал Ремко в 1996 году вновь сойтись с Деборой Вольф и заключить с ней официальный брак.

## Награды и премии
- 1953 — премия Рейны Принсен Герлигс
- 1955 — премия города Амстердам за лучшее поэтическое произведение
- 1956 — премия Яна Камперта
- 1958 — премия Анны Франк
- 1959 — премия города Амстердам за лучшее прозаическое произведение
- 1960 — премия Амстердамского художественного совета
- 1976 — премия Питера Корнелисона Хофта
- 1987 — премия «Цестода»
- 2011 — «Золотое гусиное перо[нидерл.]»
- 2014 — «Золотая пишущая машинка» (нидерл. Gouden Schrijfmachine)[7]
- 2015 — Нидерландская литературная премия